# László Dajka
László Dajka (Nyíregyháza, 29 aprile 1959) è un allenatore di calcio ed ex calciatore ungherese, di ruolo centrocampista.

## Carriera

### Giocatore
Formato nelle giovanili del Kisvárda, dal 1978 al 1987 è stato un pilastro dell'Honvéd con cui ha vinto 5 campionati e 1 coppa nazionale, successivamente ha giocato in Spagna al Las Palmas e in Svizzera allo Yverdon prima di chiudere la carriera nel 1993 ritornando in patria al Kecskemét.

### Nazionale
Dopo un breve periodo nel 1976 con l'Under-17, tra il 1980 e il 1988 ha fatto parte della nazionale ungherese scendendo in campo in 24 occasioni e partecipando al campionato mondiale di Messico 1986.

### Allenatore
Ha allenato sempre in Ungheria squadre dalla prima fino alla terza divisione con una piccola parentesi nella nazionale Under-21, facendo eccezione per il Puskás Akadémia dove ha ricoperto il ruolo di allenatore nelle giovanili, per il BVSC Budapest e la nazionale ungherese dove ha ricoperto il ruolo di vice e all'Honvéd dove attualmente ricopre il ruolo di assistente.

## Palmarès

### Club
- Campionato ungherese: 5

Honvéd: 1979-1980, 1983-1984, 1984-1985, 1985-1986, 1987-1988
- Coppa d'Ungheria: 1

Honvéd: 1987-1988